# Só Vejo Você
Só Vejo Você é o quinto álbum de estúdio (sétimo ao todo) da cantora brasileira Tânia Mara lançado em 8 de agosto de 2014 pela Som Livre. Tânia Mara assina algumas das faixas do álbum. A música que dá nome ao CD é resultado do trabalho da artista com Thiago Gimenes  e faz sucesso na trilha da novela "Em Família" como tema das personagens Marina (Tainá Müller) e Clara (Giovanna Antonelli). O disco também traz uma parceria com o americano Brian McKnight. Além de escreverem com Thiago Gimenes a música "Seria Tão Fácil / So Easy", os dois interpretam a canção que faz parte do álbum.
A faixa de abertura do novo trabalho da cantora é "Eu Te Avisei", uma composição de Rafael Almeida que fala sobre a superação depois de uma decepção amorosa. Liah Soares assina "Beija-Flor" e é responsável pela música "Talvez Seja Você", em parceria com Marianna Eis e Tânia Mara. A cantora ainda compôs "Me Deixa Levar" (com Thiago Gimenes) e "TPM". O álbum também traz "Fácil de Dizer", "Telefone" e "A Canção – Se Você Escutar".

## Divulgação
A cantora lançou a turnê "Só Vejo Você" de divulgação do disco no  Citibank Hall no Rio de Janeiro no dia 25 de Julho de 2014. Tânia ainda teve a chance de dividir o palco com a banda Jamz, do reality Superstar, Ana Carolina, Brian McKnight e o irmão Rafael Almeida.

## Lista de faixas
| N.º            | Título                                             | Compositor(es)                                                           | Duração |  |
| 1.             | "Eu Te Avisei"                                     | Rafael Almeida                                                           | 3:08    |  |
| 2.             | "Me Deixar Levar"                                  | Thiago Gimenes, Tânia Mara                                               | 3:28    |  |
| 3.             | "Seria Tão Fácil / So Easy" (Part. Brian McKnight) | Thiago Gimenes, Tânia Mara, Brian McKnight                               | 3:33    |  |
| 4.             | "Beija-Flor"                                       | Liah Soares                                                              | 3:36    |  |
| 5.             | "Só Vejo Você"                                     | Thiago Gimenes, Tânia Mara                                               | 4:00    |  |
| 6.             | "Fácil de Dizer"                                   | Juliano Cortuah                                                          | 3:30    |  |
| 7.             | "TPM"                                              | Thiago Gimenes, Tânia Mara                                               | 3:05    |  |
| 8.             | "Telefone"                                         | Beto Correa, Nelson KAE                                                  | 4:05    |  |
| 9.             | "A Canção - Se Você Escutar"                       | Cláudio Rabello, Zé Henrique, Marcelão, Sérgio Knust, Jeffrey B. Franzel | 4:00    |  |
| 10.            | "Talvez Seja Você"                                 | Liah Soares, Marianna Eis, Tânia Mara                                    | 3:45    |  |
| Duração total: | Duração total:                                     | Duração total:                                                           | 36:10   |  |

## Participação em trilha sonora
- "Seria Tão Fácil / So Easy" fez parte da trilha sonora da novela I Love Paraisópolis da Rede Globo, tema das personagens de Thainá Duarte e Giovanni Gallo[6].
- ”Só Vejo Você” fez parte da trilha sonora da novela Em Família também da Rede Globo.
- ”Beija-Flor” fez parte da novela Sol Nascente da Rede Globo.

## Histórico de lançamento
| País   | Data                | Formato          | Gravadora |
| ------ | ------------------- | ---------------- | --------- |
| Brasil | 28 de julho de 2014 | Download digital | Som Livre |
| Brasil | 8 de agosto de 2014 | CD               | Som Livre |